# Типовые экземпляры
Типовы́е экземпля́ры в биологической систематике выступают как объективные носители научного названия вида или подвида живых организмов. Типовые экземпляры необходимо хранить в общественных коллекциях (например, коллекциях национальных музеев, научно-исследовательских институтов или университетов) и маркировать недвусмысленным образом, чтобы обеспечить их доступность для дальнейшего изучения.

## В ботанической номенклатуре
В Международном кодексе ботанической номенклатуры имеется только один термин тип, под которым понимается конкретный гербарный образец (экземпляр) или детальное изображение растения, на котором основано описание.
Автентичные (аутентичные) экземпляры (образцы) (лат. specimina aullientica) — автентики, аутентики — подлинные образцы таксона, использованные для составления протолога данного таксона.
Автотип (лат. autotypus) — а) гербарный образец вида или внутривидового таксона, определённый и подписанный автором данного таксона; б) типовой вид монотипного при первоописании рода.
Голотип (лат. holotypus) — гербарный (или иной другой) образец растения, использованный при составлении протолога нового вида или внутривидового таксона и обозначенный самим автором как его номенклатурный тип. Голотип выбирается только автором нового таксона и объявляется в протологе. Если в протологе в качестве типа процитирован только один образец, его нужно считать голотипом, даже если автором таксона это специально не оговорено. В практике голотип обычно называют «типом» (так пишут и в протологах), хотя эти слова не синонимы.
Изотип (лат. isotypus) — дубликат голотипа, то есть часть того же сбора, который включает голотип. Этикетка изотипа должна быть идентичной этикетке голотипа. Нельзя путать изотипы с частями (фрагментами) типа.
Котип (лат. cotypus) — устаревшее обозначение паратипа и синтипа.
Лектотип (лат. lectotypus, от lectus — избранный, выбранный) — номенклатурный тип вида или внутривидового таксона, выбранный из аутентичного (подлинного) материала, на котором основан таксон (то есть составлен его протолог), в случае: а) когда в протологе ни один из перечисленных образцов не обозначен как голотип; б) при утрате или безнадёжной порче голотипа. В отличие от неотипа лектотип всегда выбирается из образцов, процитированных при первоописании, то есть синтипов и паратипов. Процесс выделения и обозначения лектотипа называется лектотипификацией.
Неотип (лат. neotypus) — образец таксона (обычно гербарный), избранный в качестве номенклатурного типа в случае полной утраты автентичных образцов. При наличии автентиков из них выбирается лектотип, который всегда имеет преимущество перед неотипом.
Паратип (лат. paratypus) — образец, цитируемый в протологе помимо голотипа, обычно с пометкой «паратип» либо в рубриках «изученные образцы», «исследованные образцы» и т. п. Если голотип не назван, то для этого таксона не будет и паратипа, так как в таком случае все цитируемые в протологе образцы являются синтипами. Предлагалось называть паратипами синтипы, остающиеся после выбора из них лектотипа, но это предложение пока не получило одобрения Международного ботанического конгресса.
Синтип (лат. syntypus) — любой из двух или нескольких образцов нового таксона, цитируемых автором в протологе (или — у авторов XVIII столетия — известных как исследованные при подготовке протолога), если не указан голотип.
Типовые образцы (лат. specimina typica), типовой материал — образцы таксона, процитированные в протологе: голотип, изотипы, паратипы, синтипы.
Часть типа, фрагмент типа (лат. fragmentum typi) — часть типового образца (голотипа, лекто-, нео-, пара-, синтипа), наклеенного (подшитого) из-за больших размеров растения на два или несколько гербарных листов.

## В зоологической номенклатуре
В зоологической номенклатуре имеется разветвленная терминология, отражающая тот или иной статус типовых экземпляров. В Международном кодексе зоологической номенклатуры выделяют голотип и паратипы, лектотип и паралектотипы, синтипы, а также неотип. Помимо этого, для специального случая с культурами простейших выделяют так называемый гапантотип. Имеется также ряд других терминов, не рекомендованных к использованию, например, аллотип (у раздельнополых организмов — типовой экземпляр противоположного голотипу пола).
Голотипом называют единственный экземпляр, за которым автором описания вида или подвида закреплено название описываемового таксона. Паратипами называют все остальные экземпляры, на которых основано первоначальное описание. Как голотип, так и паратипы может обозначить только сам автор описания таксона.
В случае, если автор не указал, какой из экземпляров следует считать голотипом, все экземпляры, упомянутые в описании, считаются синтипами. Последующие авторы при проведении ревизии группы обязаны обозначить один экземпляр из числа синтипов как аналог голотипа — лектотип, а остальные — как паралектотипы.
Если экземпляры, на которых было основано первоначальное описание, не сохранились, то в сложных номенклатурных ситуациях следует обозначать неотип — экземпляр, наделённый функциями голотипа.
Гапантотип — это совокупность простейших (различных форм и иногда даже фаз жизненного цикла), представленная на одном микроскопическом препарате. Среди особей, смонтированных в один гапантотип, не выделяют ни голотипа и паратипов, ни лектотипа и паралектотипов.